# Wake in fright
Wake in fright (estrenada inicialment fora d'Austràlia amb el títol d'Outback) és una pel·lícula de 1971 dirigida per Ted Kotcheff, escrita per Evan Jones i protagonitzada per Gary Bond, Donald Pleasence, Chips Rafferty, Sylvia Kay i Jack Thompson. Basada en la novel·la homònima de Kenneth Cook de 1961, segueix un jove mestre d'escola que es deixa endur per la degradació moral i física després de trobar-se atrapat en una ciutat brutal i amenaçadora de l'interior d'Austràlia.
Rodada a Broken Hill i Sydney, Wake in fright va ser una coproducció internacional entre Austràlia, Anglaterra i els Estats Units d'Amèrica. Amb Walkabout, va ser una de les dues pel·lícules australianes nominades a la Palma d'Or al 24è Festival Internacional de Cinema de Canes. Tot i atreure crítiques favorables en aquell moment, la pel·lícula va ser un fracàs comercial a Austràlia, en part a causa de l'escàs màrqueting de United Artists, així com de la controvèrsia al voltant de la seva representació de la vida al rerepaís, inclosa una escena de caça en què cangurs de veritat són caçats brutalment.
A la dècada del 1990, Wake in fright havia adquirit la reputació de pel·lícula de culte com la «gran pel·lícula perduda australiana» perquè el seu negatiu original havia desaparegut, donant lloc a versions censurades de qualitat degradada que s'utilitzaven per a les poques emissions de televisió i presentacions en VHS. Després que la pel·lícula i els elements sonors originals fossin rescatats a Pittsburgh per l'editor Anthony Buckley el 2004, la pel·lícula va ser remasteritzada digitalment i reestrenada el 2009 al 62è Festival Internacional de Cinema de Canes, després de ser seleccionada per Martin Scorsese, i als cinemes australians amb un gran èxit, i es va publicar comercialment en DVD i Blu-ray aquell mateix any. Wake in fright es considera ara una pel·lícula fonamental tant de l'Australian New Wave com del moviment ozploitation, mereixent elogis de la crítica cinematogràfica contemporània tant per la direcció de Kotcheff com per les interpretacions.
Posteriorment se'n va fer una nova versió en forma de minisèrie de dos capítols que es va emetre el 2017.

## Argument
John Grant és un jove mestre d'escola de classe mitjana que se sent descontent a causa de les oneroses condicions d'una obligació financera que va signar amb el govern a canvi de rebre educació universitària. El vincle l'ha obligat a acceptar una plaça de dos anys en una petita escola de Tiboonda, una localitat remota de l'àrid interior australià. A l'inici de les vacances de Nadal, John té previst viatjar a Sydney per a veure la seva xicota Robyn, però abans ha d'arribar en tren fins a la ciutat minera de Bundanyabba, sobrenomenada afectuosament «The Yabba» pels locals, per tal de agafar un vol amb destinació a Sydney.

## Producció

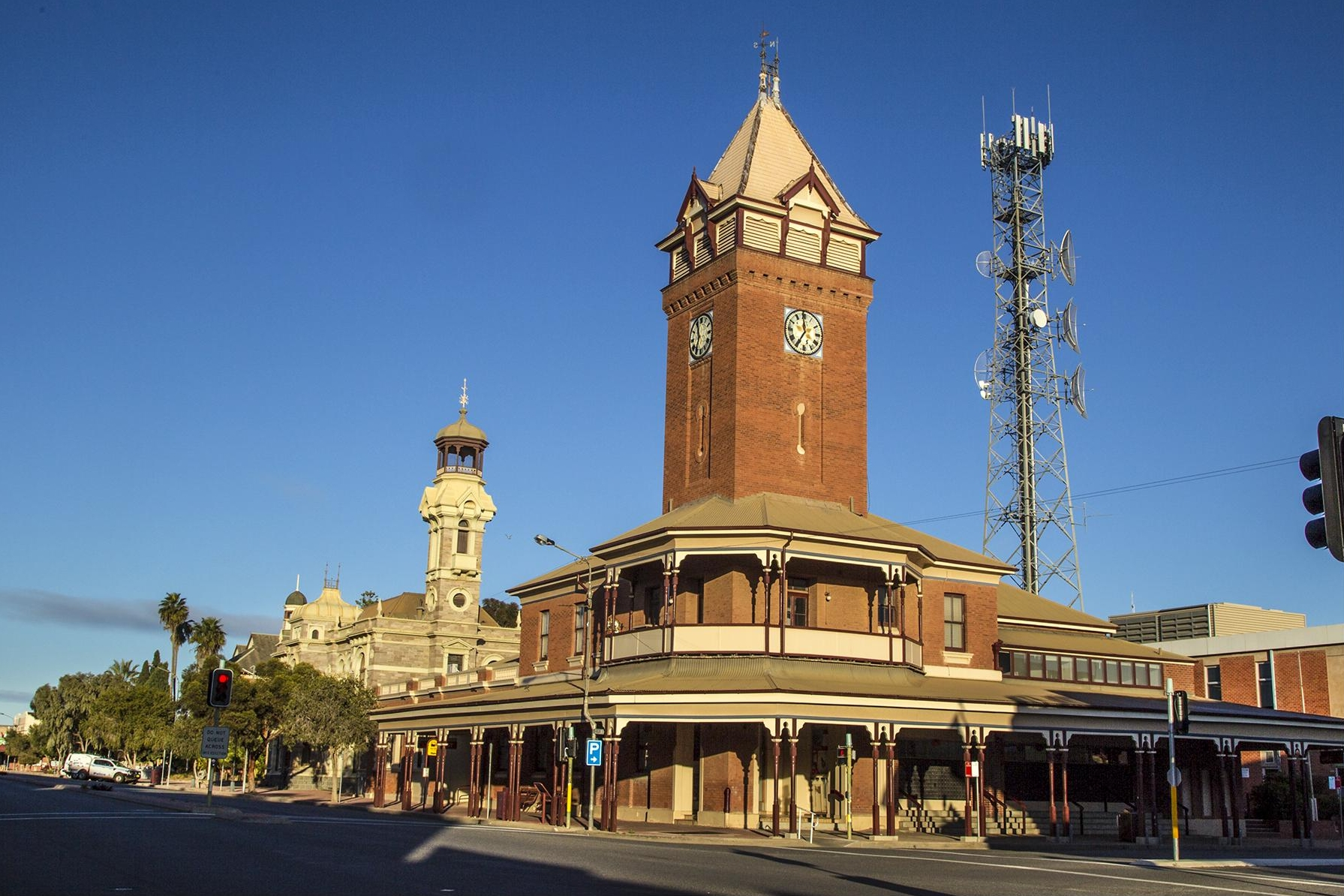
Bundanyabba és un «retrat poc dissimulat» de Broken Hill, lloc on es va rodar la major part de la pel·lícula.

Un projecte d'adaptació cinematogràfica de la novel·la de 1961 de Kenneth Cook Wake in fright es va relacionar amb l'actor Dirk Bogarde i el director Joseph Losey ja el 1963. Més endavant, Morris West va adquirir els drets de la pel·lícula i va intentar, sense èxit, recaptar fons per a la seva producció. Els drets van ser finalment comprats per la companyia australiana NLT Productions i la firma estatunidenca Group W Films i el director canadenc Ted Kotcheff va ser contractat per a dirigir la pel·lícula.
Després de Wake in fright, Kotcheff va tenir una carrera d'èxit com a director. Les seves pel·lícules posteriors inclouen The Apprenticeship of Duddy Kravitz (1973), Fun with Dick and Jane (1977), Acorralat (1982) i Aquest mort està molt viu (1988). L'actor Michael York va declarar en una entrevista el 1980 que va rebutjar un paper a la pel·lícula perquè estava en desacord amb l'escena de caça dels cangurs.
El 2018, va sorgir una disputa sobre drets d'autor després que Debbie Limb afirmés que posseïa la meitat dels drets de la pel·lícula, ja que el seu pare, Bobby Limb, era copropietari de la productora de la pel·lícula NLT Productions. Tot i que no hi havia documentació existent d'un contracte legal, s'havia estipulat que els ingressos obtinguts amb la pel·lícula es destinarien a un fons fiduciari per a donar suport a la indústria cinematogràfica australiana.
Quan la pel·lícula va ser reestrenada a Austràlia el 25 de juny de 2009, va recaptar 62.393 $ el cap de setmana d'estrena i, finalment, va guanyar 321.323 $. La pel·lícula va recaptar 50.394 dòlars durant una reestrena el 2012 als Estats Units.

## Crítica
El 2009 a Canes, Martin Scorsese va afirmar que «Wake in fright és una pel·lícula profundament inquietant. La vaig veure quan es va estrenar a Canes el 1971 i em va deixar bocabadat. Visualment, dramàticament, atmosfèricament i psicològica, és preciosa, calibrada i t'entra tota a la vegada, juntament amb el protagonista interpretat per Gary Bond. Estic emocionat pel fet que Wake in fright s'hagi conservat i restaurat i que finalment tingui la projecció que es mereix».
Roger Ebert va visionar-ne la reestrena i va afirmar que «és poderosa, realment impactant i força sorprenent. Es presenta com una "pel·lícula de terror" i conté una gran quantitat d'horror, però tot l'horror és humà i brutalment realista». El crític cinematogràfic Rex Reed, un dels primers defensors de Wake in fright, va elogiar la restauració de la pel·lícula com «la millor notícia cinematogràfica de l'any», i va afirmar que «pot ser la millor pel·lícula australiana de la història». Segons el músic i guionista australià Nick Cave, és «la millor i més terrorífica pel·lícula sobre Austràlia que existeix».

## Controvèrsia
A més de l'atmosfera de realisme sòrdid de la pel·lícula, l'escena de caça de cangurs conté imatges explícites. Una exempció de responsabilitat al final de la pel·lícula declara:
| «                                      | Nota dels productors: Les escenes de caça representades en aquesta pel·lícula van ser preses durant una caça de cangurs real per caçadors professionals amb llicència. Per aquest motiu i perquè la supervivència del cangur australià està seriosament amenaçada, aquestes escenes es van mostrar sense tallar després de consultar amb les principals organitzacions de benestar animal d'Austràlia i el Regne Unit. | » |
| — Citat dels crèdits de la pel·lícula. | |   |

La caça va durar unes quantes hores i va anar desgastant l'equip tècnic. Segons el director de fotografia Brian West, «els caçadors anaven massa beguts i s'estava convertint en una orgia de matar, i nosaltres n'estàvem farts». Els cangurs saltaven impotents amb ferides per armes de foc i arrossegant els budells. El productor George Willoughby es va desmaiar després de veure un cangur «brutalment ferit», i l'equip de filmació va orquestrar un sabotatge en forma d'apagada elèctrica per a posar fi a la cacera. Ted Kotcheff, vegetarià, ha defensat l'ús de les imatges de caça a la pel·lícula.